# 谢国民
他寧·謝拉瓦儂（羅馬化：Dhanin Chearavanont，1939年4月19日—），原名謝國民，出生于泰国，華裔泰國人企業家，現任泰國正大國際集團董事長，並為卜蜂國際集團主要股東。

## 生平
祖籍廣東澄海。他從父親謝易初手中接過正大集團後，把集團的產業從饲料加工、摩托车制造发展到石化、房地产、医药、零售、金融、机械和传媒等領域。他在卜蜂國際集團擔任董事長兼首席執行官48年，在2017年任命他的兒子接任董事長兼首席執行官。
2016年富比士估算谢国民家族擁有185億美元，為泰國首富。 他在《福布斯》2019年全球億萬富豪榜中名列第75位，資產有152億美元。

## 資產
- 中國平安30.65%，22.82億股
- 正大集團
- 中國生物製藥
- 中信股份20.61％
- 卜蜂蓮花
- 卜蜂國際
- 伊藤忠商事4.9%

## 中國投資
- 正大集團在中國有正大綜藝、正大广场等品牌。

## 荣誉
- 旭日重光章（日本，2023年11月3日公布[5]）